# Hamren
Hamren là một thị xã và là nơi đặt ủy ban khu vực thị xã (town area committee) của quận Karbi Anglong thuộc bang Assam, Ấn Độ.

## Nhân khẩu
Theo điều tra dân số năm 2001 của Ấn Độ, Hamren có dân số 8278 người. Phái nam chiếm 53% tổng số dân và phái nữ chiếm 47%. Hamren có tỷ lệ 64% biết đọc biết viết, cao hơn tỷ lệ trung bình toàn quốc là 59,5%: tỷ lệ cho phái nam là 71%, và tỷ lệ cho phái nữ là 56%. Tại Hamren, 18% dân số nhỏ hơn 6 tuổi.